# Cassandra Morris
Cassandra Morris (nome completo Cassandra Lee Morris; Los Angeles, 19 aprile 1982) è un'attrice, doppiatrice, scrittrice ed editrice statunitense.
È conosciuta per i suoi numerosi ruoli in serie anime e titoli di animazione come 4Kids Entertainment, Bang Zoom! Entertainment, NYAV Post, Studiopolis. Si è laureata alla New York University in lettere giornalistiche. Ha anche il ruolo di voce narrante in audiolibri.

## Carriera
- Bleach - Mayu (Ep. 315)
- Blue Exorcist - Noriko Paku, Nee
- Coppelion - Aoi Fukasaku
- Doraemon - Sue (Shizuka Minamoto)
- Durarara!! - Saki Mikajima
- Gargantia on the Verdurous Planet - Amy
- Guilty Gear Xrd -SIGN- -  Elphelt Valentine
- Guilty Gear -STRIVE- - Elphelt Valentine
- Kurokami: The Animation - Mayu
- K-On! - Ritsu Tainaka
- Marvel Rivals - Galacta
- Persona 5 - Morgana
- Pokémon - Marble (Battle Dimension, Ep. 525), Nathaniel (Galactic Battles, Ep. 604), Gemma (Adventures in Unova and Beyond, Ep. 789)
- Puella Magi Madoka Magica - Kyubey
- Sailor Moon R - Calaveras (Viz Media dub)
- Sailor Moon Crystal - Calaveras
- Slayers Evolution-R - Uppi
- Sword Art Online - Leafa / Suguha Kirigaya
- Toradora! - Taiga Aisaka
- Yu-Gi-Oh! GX - Yubel, Alice
- Angelo Rules - Lola
- Barbie: A Fairy Secret - Carrie
- Chaotic - Additional Voices
- Winx Club - Chimera (Stagione 3; 4Kids), Diaspro (Stagione 6; Nickelodeon)
- Spyro Reignited Trilogy - Elora
- Fire Emblem: Three Houses - Sothis
- Danganronpa V3: Killing Harmony - Angie Yonaga

## Doppiatrici italiane
Da doppiatrice è stata sostituita da:
- Giulia Bersani in Advance Wars 1+2: Re-Boot Camp